# Formiguer del Branco
El formiguer del Branco (Cercomacra carbonaria) és una espècie d'ocell de la família dels tamnofílids (Thamnophilidae). Viu a la selva pluvial del nord-oest del Brasil, al curs superior del riu Branco en Roraima.